# بیلی مورگان (بازیکن فوتبال، زاده ۱۸۹۱)
بیلی مورگان (انگلیسی: Billy Morgan؛ زادهٔ ۳ نوامبر ۱۸۹۱ - درگذشته پس از ۱۹۲۷) بازیکن فوتبال در پست مهاجم اهل انگلستان بود.

## باشگاهی
از باشگاه‌هایی که در آن بازی کرده‌است می‌توان به باشگاه فوتبال بیرمنگام سیتی، باشگاه فوتبال شروزبری تاون، باشگاه فوتبال کریستال پالاس و باشگاه فوتبال کاونتری سیتی اشاره کرد.